# Blue Ridge Summit
Blue Ridge Summit é uma comunidade não-incorporada do Condado de Franklin, no estado da Pensilvânia. 